# Cabanillas (Soria)
Cabanillas es una localidad española, pedanía de Alentisque, de la provincia de Soria, situada en el partido judicial de Almazán (comunidad autónoma de Castilla y León).

## Demografía

Término municipal de Adradas.

En el año 1981 contaba con 26 habitantes, concentrados en el núcleo principal, pasando a 15 en 2009.

## Historia
A la caída del Antiguo Régimen la localidad se constituye en municipio constitucional, conocido entonces como Cabanillas y Alpedroches , en la región de Castilla la Vieja que en el censo de 1842 contaba con 16 hogares y 70 vecinos. Hacia mediados del siglo XIX, el lugar tenías unas 17 casas. La localidad aparece descrita en el quinto volumen del Diccionario geográfico-estadístico-histórico de España y sus posesiones de Ultramar de Pascual Madoz de la siguiente manera:

CABANILLAS: v. con ayunt. en la prov. de Soria (7 leg.), part. jud. de Almazan (2 1/2), aud. terr. y c. g. de Burgos (27), dióc. de Sigüenza (8): sit. en llano, con libre venlilacion y despejado horizonte: su clima es sano, y no se conocen enfermedades especiales: tiene 17 casas de mediana construccion, escuela de instruccion primaria dirigida por un maestro, que á la vez es sacristan y secretario de ayunt., sin mas retribucion por el primer cargo que la convenida con los padres de los 12 alumnos de ambos sexos que concurren, y una igl. parr. (la Purisima Concepcion), servida por un cura cuya plaza es de provision ordinaria en concurso; confina el térm. con los de Moron, Puebla de Eca y Alentisque, comprendiendo la Granja de Alpedroches: el terreno es de mediana calidad y de secano, pues aun cuando nace á las inmediaciones de la v. un pequeño arroyuelo, que luego desagua en el r. Moron, no se aprovecha su escasisimo caudal mas que para regar algun trozo de la deh. destinada al ganado de labor. caminos: los locales, todos de herradura y en mal estado: el correo se recibe de la adm. de Almazan dos veces á la semana. prod.: trigo comun, cebada, avena, guijas, lentejas y yeros; cria ganado lanar y vacuno, y algunas caballerias para la labranza. pobl.: 16 vec., 70 alm. cap. imp.: 18,700 rs. 20 mrs.
(Madoz, 1846, p. 17)

Posteriormente se integró en Alentisque.